# Ząbkowice Śląskie (hrad)
Hrad v Ząbkowicích Śląských je zřícenina renesančního sídla v polské obci Ząbkowice Śląskie v Dolnoslezském vojvodství. Ta vznikla v letech 1522–1532 na místě původního gotického hradu.

## Historie
Původní gotický hrad byl postaven ve 14. století. Nejstarší zmínky o tvrzi v Ząbkowicích pocházejí z roku 1321. V roce 1335 přežila obléhání českými vojsky, ale následujícího roku ji Boleslav II. Minsterberský zastavil Lucemburkům a nakonec ji spolu s městem prodal Bolkův syn Mikuláš I. Malý. Během husitských válek byl hrad zničen, poté byl novými majiteli obnoven. V polovině 15. století se stal majetkem synů českého krále Jiřího z Poděbrad. V roce 1468 byl poškozen po útoku měšťanů z Vratislavi, Svídnice a Nisy. V roce 1489 byl obléhán uherským králem Matyášem Korvínem, který ho dobyl po několikaměsíčním obléhání poté, co bylo ze Svídnice přivezeno těžké dělo. V Matyášově držení zůstal jen do roku 1490.
V letech 1522 (nebo 1524) až 1532 Karel I. Minsterberský částečně zbořil zbývající hradby a budovu přestavěl v renesančním stylu. Nové sídlo obsahovalo zbytky staré tvrze, jak je patrné na jižní stěně dnes již zbořeného hradu. Nerovnost na této zdi ukazuje linii zdí bývalé gotické stavby. Autorem přestavby s dobře maskovaným obranným systémem byl český architekt a stavitel Benedikt Rejt. Další rozšiřování hradu přerušila Rejtova smrt (v roce 1534 nebo 1536) a finanční potíže.
V roce 1646, v závěrečném období třicetileté války, byly zničeny bašty a některé obytné části. Přestože na počátku 18. století provedl kníže H. J. Auersperg  rozsáhlou, ale nedokončenou přestavbu, po obléhání, přepadeních a ničení v následujících staletích byl hrad nakonec v roce 1728 opuštěn. Jeho stav ještě zhoršil požár v roce 1784, po němž se stavba začala rozpadat.
V meziválečném období bylo na hradě umístěno regionální muzeum a turistická ubytovna. Po druhé světové válce byly v letech 1958-1961 na zřícenině provedeny první menší konzervační práce. V prosinci 2013 byla dokončena druhá etapa restaurátorských prací, která zahrnovala ochranu koruny zdí východního a jižního křídla a ochranu jihovýchodní bašty. Nyní je budova udržována a chráněna jako tzv. trvalá zřícenina.